# بالوبو
بالوبو (بالإنجليزية: Palopo)‏ هي مدينة تقع في إندونيسيا في سولاوسي الجنوبية. يقدر عدد سكانها بـ 148,033 نسمة ومساحتها 247.52 كم2 .

## أعلام
- محمد عليم